# Dos Palos
Dos Palos é uma cidade localizada no estado americano da Califórnia, no condado de Merced. Foi incorporada em 24 de maio de 1935.

## Geografia
De acordo com o United States Census Bureau, a cidade tem uma área de 3,5 km², onde todos os 3,5 km² estão cobertos por terra.

### Localidades na vizinhança
O diagrama seguinte representa as localidades num raio de 40 km ao redor de Dos Palos. 

## Demografia
Segundo o censo nacional de 2010, a sua população é de 4 950 habitantes e sua densidade populacional é de 1 415,71 hab/km². É a cidade menos populosa do condado de Merced. Possui 1 700 residências, que resulta em uma densidade de 486,20 residências/km².